# كرة القدم في الألعاب الأولمبية الصيفية 2000 – مسابقة الرجال
شهدت مسابقة كرة القدم للرجال في الألعاب الأولمبية الصيفية مشاركة 16 منتخب للرجال من ستة اتحادات قارية. تم تقسيم الفرق الستة عشر إلى أربعة مجمعات تحتوى كل منها على أربعة فرق، بحيث لعب كل فريق ضد الآخر مرة واحدة. في نهاية مرحلة المجموعات، تأهل أفضل فريقين إلى مرحلة خروج المغلوب، بدءاً من ربع النهائي وانتهاءاً بالنهائي الذي أقيم في ملعب أستراليا بسيدني يوم 30 سبتمبر 2000.

## التأهل
تأهلت الفرق التالية لمسابقة كرة القدم بدورة الألعاب الأولمبية 2000.
| وسائل التأهل                                      | البطاقات | المتأهل                                                                                         |
| ------------------------------------------------- | -------- | ----------------------------------------------------------------------------------------------- |
| الدولة المضيفة                                    | 1        | أستراليا                                                                                        |
| مسابقة آسيا التمهيدية                             | 3        | الكويت · اليابان · كوريا الجنوبية                                                               |
| مسابقة أفريقيا التمهيدية                          | 4        | الكاميرون · المغرب · نيجيريا · جنوب إفريقيا                                                     |
| مسابقة الكونكاكاف التمهيدية                       | 2        | هندوراس (الفائز) · الولايات المتحدة (الوصيف)                                                    |
| مسابقة الكونميبول الأولمبية التمهيدية للرجال 2000 | 2        | البرازيل (الفائز) · تشيلي (الوصيف)                                                              |
| مسابقة أوقيانوسيا التمهيدية                       | 0        | خرج من التصفيات على يد رابع أفريقيا منتخب جنوب أفريقيا                                          |
| بطولة أوروبا تحت 21 سنة لكرة القدم 2000           | 4        | إيطاليا (الفائز) · جمهورية التشيك (الوصيف) · إسبانيا (المركز الثالث) · سلوفاكيا (المركز الرابع) |
| المجموع                                           | 16       |                                                                                                 |

## روابط خارجية
- Olympic Football Tournaments Sydney 2000 - Men, FIFA.com
- RSSSF Summary
- FIFA Technical Report (Part 1), (Part 2), (Part 3) and (Part 4)